# Anadyomenaceae
Anadyomenaceae es una familia de algas, del orden Cladophorales.

## Géneros
- Anadyomene
- Macrodictyon
- Microdictyon
- Rhipidiphyllon
- Valoniopsis
- Willeella